# Deksametazon
Deksametazon je potentan sintetički predstavnik glukokortikoidne klase steroidnih hormona. Ovaj lek ima antiinflamatorno i imunosupresivno dejstvo. On je 20-30 puta potentniji od kortizola, i 4-5 puta od prednizona.

## Terapeutska upotreba

### Antiinflamatorno dejstvo
Deksametazon se koristi u tretmanu mnogih zapaljenja i autoimunih bolesti, kao što je reumatoidni artritis.
On se isto tako nekad daje u malim količinama (obično 5-6 tableta) pre i posle pojedinih formi stomatoloških operacija, kao što je ekstrakcija umnjaka, operacioni postupak koji često ostavlja pacijente sa podbulim, naduvenim obrazima.
U tretmanu plantar fasciitis on se daje putem injekcije u stopalo. U nekim slučajevima se daje zajedno sa triamcinolon acetonidom.
On je koristan u sprečavanju alergijskog anafilaktičkog šoka, ako je primenjen u visokim dozama. Ovaj lek je prisutan u određenim kapima za oči - posebno kapima za nakon očne operacije. On se koristi u spreju za nos (na promer Dexacort), i u nekim kapima za uši (Sofradex, kad je kombinovan sa antibiotikom i antimikotikom).
Deksametazon se koristi u trans-venskom zavrtnju srčanog pejsmejkera da be se minimizovao inflamatorni odziv miokardijuma. Steroid se oslobađa u miokardijum nakon istezanja zavrtanja, i može da igra značajnu ulogu u minimizaciji akutnog praga brzine otkucaja putem umanjenja inflamacije. Tipična količina prisutna je manja od 1,0 mg.
Deksametazon je često administriran pre antibiotika u slučajevima bakterijskog meningitisa. U ovim okolnostima on smanjenje upalu tela prouzrokovanu bakterijama što su podlegle antibioticima (mrtve bakterijske ćelije oslobađaju proinflamatorne medijatore koji mogu da prouzrokuju ubitačni imuni odziv), i tako poboljšava prognozu i rezultat.

### Onkološka upotreba
U onkologiji, on se daje obolelima od raka koji primaju hemoterapiju, da bi se sprečili određeni nepoželjni efekti tretmana tumora.
Deksametazon može pojačati antiemetički efekat 5-HT3 receptor antagonista kao što je ondansetron. Deksametazon se isto koristi kod nekih hematoloških maligniteta, posebno u tretmanu multipnog mijeloma, u kome se deksametazon daje sam ili zajedno sa talidomidom ili lenalidomidom, ili u kombinaciji sa adriamicinom (doksorubicinom) i vinkristinom (VAD). Kod tumora mozga (primarnih ili metastatičkih), deksametazon se koristi u sprečavanju razvoja edema, koji s vremenom može izvršiti pritisak na druge strukture mozga. Deksametazon se isto tako daje u slučajevima kompresije kičmene moždine izazvane tumorom.

### Endokrina upotreba
Deksametazon se može koristiti u kontekstu kongenitalne adrenalne hiperplazije, da bi se sprečila virilizacija ženskog fetusa. Ako su jedan ili oba roditelja nosioci mutacije na CYP21 (CYP21A2) genu, majka može početi deksametazon tretman u toku 7 nedelja nakon oplodnje. U dvanaestoj nedelji, placentosintezom se može odrediti dali je fetus muški (u kom slučaju se primena deksametazona obustavlja), ili ženski. Naknadna DNK analiza može otkriti dali je ženski fetus nosilac mutacije, u kom slučaju deksametazon tretman se mora nastaviti do rođenja. Sporedni efekti za majku mogu biti ozbiljni, a dugoročne posledice na dete nisu jasne.
U slučajevima adrenalne nedovoljnosti i Adisonove bolesti, deksametazon se prepisuje kad osoba ne može da podnese prednizon ili metilprednizon.

### Akušerstvo
Deksametazon se može dati ženama sa rizikom preranog porođaja da bi se stimulisala maturacija pluća fetusa. To je bilo povezano u nekim kliničkim izveštajima sa težinom novorođenčeta, mada ne sa povećanom stopom neonatalne mortalnosti.

### Visinska bolest
Deksametazon koristi u tretmanu visinskog edema mozga kao i edema pluća. Uobičajeno je da se on nosi planinskim penjačkim ekspedicijama da bi se pomoglo planinarima da podnesu visinsku bolest.

## Dijagnostička upotreba
Deksametazon se isto koristi u dijagnostičkom kontekstu kao potiskivač prirodne pituitarno-adrenalne osovine. Pacijenti sa kliničkim simptomima glukokortikoidnog viška (Kušingov sindrom) su generalno dijagnozirani putem sakupljanja urina u toku 24 sata za analizu kortizola, ili putem  testa suzbijanja deksametazona. Ovaj test se sastoji of praćenja reakcije tela na visoke doze glukokortikoida, što se može uraditi na više načina. Jedan uobičajen pristup je da pacijent uzme uveče dozu od 1 ili 4 mg deksametazona, i onda se nivo kortizola u serumu meri sledećeg jutra. Ako su nivo relativno visok (preko 5 µg/dl ili nmol/l), onda je test pozitivan, i pacijent verovatno ima autonomni izvor bilo kortizola, ili ACTH, što indicira Kušingov sindrom prouzrokovan tumorom bez povratnog mehanizama. Ako ja ACTH nivo snižen na 50% i manje, to je indikacija Kušingove bolesti, zato što pituitarna adenoma ima povratni mehanizam koji je na višem nivou kortizola.

## Veterinarska upotreba
U kombinaciji sa marbofloksacinom i klotrimazolom, deksametazon je dostupan pod imenom Aurizon, CAS broj 115550-35-1, i koristi se u tretmanu ozbiljnih ušnih infekcija, posebno kod pasa. On se isto može kombinovati sa trihlormetiazidom da bi se tretirali konji sa otečenim distalnim udovima, i uopšte u tretmanu modrica.

## Kontraindikacije
Neke od sledećih kontraindikacija su relativne:
- Postojeći gastrointestinalni ulceracija
- Kušingov sindrom
- Ozbiljne forme gušenja srca
- Jaka hipertenzija
- Nekontrolisana šećerna bolest
- Sistemička tuberkuloza
- Jake sistemičke viralne, bakterijske, i fungalne infekcije
- Postojeća glaukoma širokog ugla
- Osteoporoza

## Nuspojave
Ako je deksametazon orano ili parenteralno doziran u toku perioda dužeg od nekoliko dana, nuzpojave uobičajene kod sistemičke upotrebe glukokortikoida se mogu manifestovati. To može da uključuje sledeće:
- Bolovi stomaka, povećana senzitivnost na stomačnu kiselinu do tačke ulceracije esofagusa, želuca, i duodenuma
- Povećanje apetita koje dovodi do značajnog gojenja
- Skrivena šećerna bolest se često može manifestovati. Glukozna intolerancija se pogoršava kod pacijenata sa postojećim dijabetesom
- Imunosupresantska aktivnost, posebno ako se koristi zajedno sa imunosupresantima kao što je ciklosporin. Bakterijske, viralne, i fungalne bolesti mogu lakše da napreduju, i to može da prouzrokuje životnu opasnost. Groznica, koja je uobičajeni upozoravajući simptom, je onemogućena.
- Psihijatrijski poremećaji, uključujući promenu ličnosti, iritabilnost, euforija, manija
- Osteoporoza kod dugotrajnih tretmana, patološke frakture (na primer kuka)
- Maskularna atrofija, negativni proteinski balans (katabolizam)
- Povećani nivo enzima jetre, degeneracija jetre masnoćama (obično reversibilna)
- Kušingov sindrom (hiperadrenokortizolizam ili hiperkortizolizam), sindrom koji podseća slučaju hiperaktivnog adrenalnog korteksa sa povećanom adipoznošću, hipertenzijom, demineralizacijom kostiju, itd.
- Depresija adrenalne žlezde je obično uočava, ako se više od 1,5 mg dnevno uzima diže od tri nedelje, ili jednog meseca.
- Hipertenzija, zadržavanje tečnosti i natrijuma, edema, pogoršanje gušenja srca (prouzrokovano mineral - kortikoid aktivnošću)
- Zavisnost, sa tipičnim sindromom povlačenja, su frekventno zapaženi
- Povećani intraokularni pritisak, neke vrste glaukoma, katarakt (jako zamagljene očnih sočiva)
- Dermatološki efekti: akne, alergijski dermatitis, suva ljuskasta koža, ecchymoses i petechiae, ertem, otežano zarastanje rana, povećano znojenje, ospice, suspenzija reakcije na testove kože, stanjivanje kosa, urtikarija.
- Alergijske reakcije (mada ne frekventno): anafilaktoidna reakcija, anafilaksija, angioedem.

Druge nuspojave su moguće, i treba im se obratiti pažnja ukoliko nisu blage. Kratkoročni tretman za alergijske reakcije, šok, i dijagnostička primena obično ne uzrokuje jake nuzpojave.

## Interakcije
- NSAID i alkohol: povećan rizik od gastrointestinalne ulceracije
- Mineralokortikoidi: povećan rizik od hipertenzije, edema i srčanih problema
- Oralne antidijabetski lekovi i insulin: antidijabetska terapija se možda treba uskladiti

Druge interakcije, sa određenim antibioticima, estrogenima, efedrinom, digoksinom, su poznate.

## Doziranje
- Šok: inicijalno 4 to 8 mg intravenozno, ponoviti ako je potrebno do totalne doze od 24 mg.
- Autoimune bolesti i inflamacije: dugoročna terapija sa 0.5 to 1,5 mg oralno dnevno. Treba izbegavati više od 1,5 mg dnevno, zato što se ozbiljne nuzpojave frekventnije javljaju na višim dozama
- Pojačivač ili deo hemoterapije: individualni raspored
- Dijagnostičke svrhe: specijalni rasporedi

## Sportsko dopiranje
2005 godine, Poljska skijaški trkačica Justyna Kowalczyk je bila diskvalifikovana is Ispod-23 (U23) OPA (Alpinske nacije) interkontinentalnog takmičenja u Nemačkoj, i bilo joj je zabranjeno da se takmiči dve godine zbog deksametazon dopinga. To je kasnije belo smanjeno na jednu godinu u toku 2005, i nakon toga ukinuto na sudu sportske arbitraže u decembru 2005. Ona je kasnije osvojila bronzanu medalju u disciplini 30 km za žene slobodnim stilom na Zimskim olimpijskim igrama 2006. in Torinu.

## Spoljašnje veze
- Razumevanje deksametazona i drugih steroida

|  | Molimo Vas, obratite pažnju na važno upozorenje u vezi sa temama iz oblasti medicine (zdravlja). |